# محمد أمين الزواوي
محمد أمين الزواوي مواليد 15 يونيو 1987

 في تونس لاعب كرة طائرة تونسي. يبلغ طوله 1.86 مترًا ويلعب دور ممرر (مُعِدّ).

## النوادي
| النادي                 | دولة | من   | إلى      |
| ---------------------- | ---- | ---- | -------- |
| الترجي الرياضي التونسي | تونس | 2006 | في العقد |

## الجوائز
- البطولة العربية للأندية الأبطال (1)
  - الفائز : 2008
- البطولة التونسية (2)
  - الفائز : 2007 ، 2008
- كأس تونس (2)
  - الفائز : 2008، 2010
- كأس السوبر التونسي (2)
  - الفائز : 2008، 2009